# 国民党 (南非)
國民黨（英語：或，縮寫為NP）是南非历史上的一个政黨。該黨最初是一個阿非利卡民族主義政黨，旨在促進阿非利卡人在南非的利益。1924年，該黨首次成為南非的執政黨。在第二次世界大戰期間，國民黨因其反對參戰的立場而變成在野黨。1948年6月4日至1994年5月9日，該黨再次重新掌權。
從1948年開始，國民黨作為南非一黨獨大執政黨，開始實施種族隔離政策，即南非種族隔離（Apartheid，南非語意為“分離”）。雖然白人少數統治和基於白人至上主義的非正式種族隔離早已存在於南非，非白人並沒有投票權和努力鼓勵種族隔離，但正式的種族隔離政策加劇對非白人進入指定地區的嚴厲處罰和隔離。非白人需持有通行證才能夠進入指定地區（稱為《通行證法》），跨種族的婚姻和性關係成為非法和應受懲罰的罪行，黑人在財產權上面臨重大限制。由於南非在英聯邦內因種族隔離政策而受到譴責，國民黨政府領導下的南非離開英聯邦，並放棄由英國君主領導的君主制，成為共和國。
在20世紀70年代和80年代，國民黨領導的白人政府面臨南非內部的動盪以及國際壓力，促使其對非白人人口作出讓步政策，例如取消對種族間婚姻的法律禁令、非白人和多種族政黨合法化（然而，由於政府將非洲人國民大會視為恐怖組織，因此其未被合法化）。但同時種族隔離制度依然保留，包括建立自治的黑人家園——班圖斯坦（其由破碎地帶組成，而且仍然白人政府主導）。1983年，有色人和印度人獲得代表各自種族的立法機構，這些立法機構代表白人為他們給予自治的同時亦保持種族隔離，但黑人沒有這樣的立法機構，因為其自治權將由班圖斯坦給予。受到國內和國際的嚴厲譴責，國民黨領導的政府開始改變受種族隔離制度影響的法律：取消《通行證法》；授予黑人完全財產權；結束以前對黑人土地所有權的主要限制；又允許黑人組建工會。隨著對種族隔離的經濟制裁不斷升級，國民黨政府的領導人彼得·威廉·波塔於1987年與當時被監禁的非國大領導人納爾遜·曼德拉展開談判，波塔尋求滿足非國大的要求，考慮釋放曼德拉，並使非國大合法化，但條件是非國大放棄使用暴力來實現其政治目標。
在1989年南非大選中，弗雷德里克·威廉·戴克拉克領導下的國民黨宣布打算與黑人社區進行談判，尋求容納黑人的政治解決方案。在1990年2月，戴克拉克宣布決定將南非從種族隔離中過渡，允許釋放在監獄的曼德拉，並結束對非國大和其他反種族隔離組織的禁令，開始與非國大就後種族隔離時代的政治制度進行談判。然而，此舉引起種族隔離的強硬派支持者強烈反對，促使戴克拉克政府在1992年舉行只限白人的全國公投，詢問他們是否支持政府的政策，以結束種族隔離和對所有種族開放選舉，當中絕大多數選民贊成政府的政策。由於大多數白人支持終止種族隔離，該黨對所有種族群體開放其成員資格，並且將不再自身定義為僅代表阿非利卡人的民族主義政黨，此後成為代表所有南非人的公民民族主義和保守主義政黨。在1994年大選中，國民黨成功擴大其選民基礎，獲得包括有色人和印度人在內的許多非白人大力支持。在1994年至1996年期間，其參與了民族團結政府。為了與過去保持距離，國民黨在1997年更名為新國民黨。但這次嘗試基本上並不成功，新政黨最終決定與非國大合併。

## 創立與早期歷史

1936年至1993年的國民黨黨旗。

南非聯邦成立後不久，阿非利卡民族主義者於1914年在布隆方丹成立了國民黨。其成立是源於南非政黨人士之間的分歧，特別是總理路易斯·博塔和他的第一任司法部長巴里·赫爾佐格。在1912年，赫爾佐格公開反對博塔政府的“單流”政策之後，博塔將他從內閣中除去。隨後，赫爾佐格及其在奧蘭治自由邦省的追隨者主張實行英國人與阿非利卡人社區均享有平等權利的“雙流”政策，並成立了反對政府的政黨——國民黨。很快，在德蘭士瓦省及開普省的阿非利卡民族主義者相繼仿效，令1915年大選中同時出現了三個自稱為國民黨的組織。
1924年，國民黨首次與工黨結盟，由赫爾佐格擔任總理。1930年，赫爾佐格政府通過授予白人女性投票權，削弱了有色人（混合白人和非白人血統的南非人）的選票，從而使白人政治權力倍增。1934年，赫爾佐格同意將他的國民黨與競爭對手揚·史末資的南非黨合併成為統一黨。由丹尼爾·馬蘭領導的阿非利卡民族主義者強硬派拒絕接受合併，並維持了一個名為“純正國民黨”（Gesuiwerde Nasionale Party）的政黨。純正國民黨反對南非參與第二次世界大戰，以激起阿非利卡人的反英情緒。這促使純正國民黨人與南非黨合併派統一；他們共同組成聯合國民黨（Herenigde Nasionale Party），後者於1948年與小得多的阿非利卡黨結盟，擊敗了史末資的聯合黨。1951年，兩黨合併，再次成為人所共知的國民黨。

## 種族隔離及長期執政
在1948年大選掌權後，國民黨開始實施種族隔離計劃——旨在維持政治、經濟和社會方面種族分離的法律制度，並擴大白人少數群體對南非的政治與經濟控制。
1959年，《班圖自治法》為十個不同的黑人部落建立了所謂的「家園」（有時貶義地稱為班圖斯坦）。國民黨的最終目標是將所有黑人遷入其中一個「家園」內（儘管他們可能以“客工”身份繼續在南非工作），那麼剩下的南非（約佔全國總面積的87%）則至少在表面上為白人佔多數。由於種族隔離政府將班圖斯坦視為獨立國家，所有黑人都被登記為班圖斯坦的公民而不是南非公民，並只能其所屬的班圖斯坦內行使其政治權利。因此，白人取消了為開普省黑人代表保留的三個象徵式議會席位。而其他三個省——德蘭士瓦省、奧蘭治自由邦省和納塔爾省則從來未有任何黑人代表。
1953年，有色人從開普省的選民名冊中刪除。他們只能投票支持四名白人代表為他們發言，不能像白人一樣投票給同一個代表。後來在1968年，有色人被徹底剝奪權利。原本代表有色人的四個議會席位由一個以部分選舉所產生的機構取代，以便就《獨立選民代表法》的修正案向政府提出建議。由於印度人從來沒有任何代表，此舉使得選民全數均由白人組成。
南非曾在第一次世界大戰中佔領前德屬西南非殖民地（今納米比亞），其後作為國際聯盟託管地而實際上併入南非，當地七名白人公民當選為南非議會的議員，但這一舉動未被世界其他國家所承認。西南非的白人主要是德國人和阿非利卡人，其利益類似南非的阿非利卡人，因此他們在隨後的選舉中均支持國民黨。
這些改革都在政治上支持了國民黨，因為他們從選舉過程中消除了對國民黨有敵意的黑人和有色人的影響力，並將西南非的白人民族主義者納入其中。在1948年至1977年的大選中，國民黨幾乎每次增加了其議會席位。
在國民黨於1948年上台之前，南非已經通過了許多隔離法。其中最重要的是《1913年第27號土著土地法案》和《1923年土著人（城市地區）法》。前者規定黑人從白人手中購買或租賃土地是非法的，但“保留地”除外，這限制了黑人僅能居住於南非8%的土地內；而後者則為城市地區的居住隔離奠定基礎。1948年後，國民黨通過的種族隔離法包括《禁止混合婚姻法》、《不道德行為法》、《人口登記法》和《集體地區法》，禁止非白人男性進入國家的某些地區（特別是在晚上），除非他們在那裡工作。

## 從自治領到共和國
國民黨是共和主義的堅定擁護者。在英國入侵之前，南非曾經存在共和國，從那時起，阿非利卡民族主義者就一直追求共和主義。共和主義雖然是開普荷蘭人後裔的理想，但並不是布爾人的理想：在19世紀30年代，牛車大遷徙使三個獨立的布爾共和國形成——包括短暫存在的納塔利亞共和國（位於今夸祖魯-納塔爾省）、南非共和國（即後來的德蘭士瓦省）以及奧蘭治自由邦（現今稱為自由邦省）。布爾人在這些共和國內統治自己的民族，不需要理會英國人。然而，隨著英國擴大其對整個非洲南部的統治，讓這種自由變得短暫。納塔利亞在19世紀40年代被吞併，而其他兩個共和國則在第二次布爾戰爭中被英國人接管。
然而，共和主義的理想並沒有被粉碎。1914年，阿非利卡人領導馬利茲叛變反對政府，最後失敗告終；在1916年，國民黨大會最初呼籲回歸共和主義，但隨後判定現在為時尚早；1918年，兄弟聯盟（Broederbond）成立，該組織是一個帶有強烈阿非利卡民族主義及共和主義色彩的文化機構。20世紀30年代，共和主義債券發行，而其他共和主義組織如純正國民黨、先民、急救聯盟（Noodhulpliga）以及南非語文化組織聯合會（Federasie van Afrikaanse Kultuurverenigings）亦應運而生。在1938年的牛車大遷徙及血河戰役百週年紀念中，民族主義情緒大受歡迎。該主義被視為南非白人文化的延續，反英及親共和的情緒越來越強烈。
南非聯邦無情地走向共和主義，這在政治界是顯而易見的。雖然其在1910年統一後仍然為英國自治領，但這個國家變得更會調整自身；實際上，在某些方面，南非已擁有完全的自主權。1910年達成的協議規定南非政府將自行處理國內事務，但對外事務則仍由英國控制。
在1919年巴黎和會上，赫爾佐格嘗試爭取獨立，但最後以失敗告終。然而到了1926年，《貝爾福宣言》獲得通過，該宣言為大英帝國內的每一個自治領提供平等地位，並賦予他們自行處理對外事務的指導權。次年，南非歷史上首個外交部成立。1931年，隨著《西敏法令》通過，英國自治領部門無法全面控制自治領的對外事務，直至1934年，《現狀與封印法案》獲得通過，使南非議會獲得的權力甚至比英國政府更大。
20世紀30年代，極端的國民黨成員統稱為共和主義者聯盟（Republikeinse Bond）。以下組織、政黨與活動在20世紀30年代曾經協助及促進共和主義理想：
- 兄弟聯盟（英语：Afrikaner Broederbond）
- 純正國民黨
- 南非語文化組織聯合會
- 先民及急救聯盟
- 1938年牛車大遷徙百週年紀念
- 救援行動聯盟
- 牛車哨兵（英语：Ossewabrandwag）
- 皮羅新秩序（Pirow's Nuwe Orde）
- 《南非的呼喚》和國旗的調整

### 丹尼爾·馬蘭

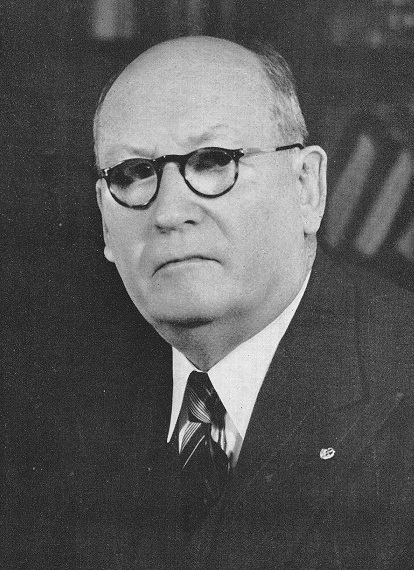
丹尼爾·馬蘭，國民黨1934年至1953年的領導人。

在戰爭年代，共和主義者的理想存在一些混亂。由赫爾佐格領導的聯合國民黨將問題推到背後。然而在赫爾佐格離開國民黨之後，其成為共和主義者。1942年和1944年，丹尼爾·馬蘭在眾議院提出議案，支持建立共和國，但被否決。
當國民黨於1948年上台（使其成為自1910年以來首個全阿非利卡人內閣）時，其確定了兩個最重要的優先事項：
- 找到種族問題的解決方案。
- 引領南非獨立並成為共和國。

1948年至1961年間，總理丹尼爾·馬蘭、約翰內斯·格哈杜斯·斯揣敦以及亨德里克·弗倫施·維沃爾德都為後者而非常努力辦事，實施一系列政策和變革，致力增加國家的自治權。他們認為分裂的忠誠讓南非重新回歸。他們希望打破這個國家與英國的聯繫，並建立共和國，許多南非人都對共和國的可能性充滿信心。
然而不幸的是，對於其共和主義者來說，國民黨在議會中並沒有處於強而有力的地位。雖然國民黨佔多數（僅五個）席位，但其中很多席位由農村選區產生，其選民遠遠少於城市選區。聯合黨領先10萬票。因此，國民黨必須依靠阿非利卡黨的支持。所以，其需要在公投中勝利以得到公眾支持的理由，然而只有在擁有多數票的情況下，國民黨才可以就共和國問題舉行公投。在投票率低但佔多數席位的情況下，馬蘭及他熱情的國民黨共和主義者現在不可能在憲法上建立共和國。在此期間，國民黨必須鞏固自身而不是對抗英國。
許多講英語的人不想與英國斷絕關係。然而，在1949年，在倫敦舉行的英聯邦總理會議上（馬蘭有出席），印度要求儘管成為共和國，但依然維持其作為英聯邦成員的地位。次年，《倫敦宣言》獲得批准時，其在南非支持共和制的國民黨與反共和制的聯合黨（在施特勞斯領導下）之間引發大量爭議。這意味著即使南非確實成為共和國，其亦不會自動切斷與英國以及英聯邦的所有聯繫。這使得不須擔心南非會被孤立，因而得到講英語的民眾進一步支持；共和主義的理想比以往任何時候都更接近實現。
雖然馬蘭還不能使南非成為共和國，但他可以為這個可能性做好準備。在1948年至1954年的任期內，馬蘭採取了一系列措施來打破與英國的聯繫：
- 1949年，《南非公民法》通過。此前，南非人不是公民而是英國王室的臣民，無論他們是永久居民還是最近遷入。《1949年法案》確立了南非公民身份。此前，英國公民在南非只需要兩年時間就可以成為南非人；然而，現在英國移民就像任何其他移民一樣：他們必須在南非註冊，並留在南非五年才能成為南非公民。人們認為這很可能對共和制公投產生影響。該法案確保英國人移民不會動搖阿非利卡人在白人中的多數地位。
- 1950年，在倫敦的英國樞密院的上訴權被撤銷。布隆方丹最高法院上訴庭成為南非的最高法院。
- 馬蘭是將“英國”這個詞從“英聯邦”中刪除的重要參與者。這一變化視為對所有成員國均為自願參與及平等這一事實的肯定。
- 1951年，支持共和主義者的歐內斯特·喬治·詹森（英语：Ernest George Jansen）被任命為總督（國家元首）。這贊同阿非利卡領導人的想法。
- 1953年，剛剛加冕女王的頭銜從“大不列顛、愛爾蘭和英國海外自治領的女王伊麗莎白二世”改為“南非女王伊麗莎白二世”。這是為了表明南非上議院送贈了頭銜給伊麗莎白二世。

1953年大選中，可以看到國民黨大大加強了地位，其輕鬆勝出，但仍然遠遠低於其尋求的明顯多數：國民黨在議會中擁有94席，其次分別為聯合黨的57席和工黨的5席。

### 約翰內斯·格哈杜斯·斯揣敦

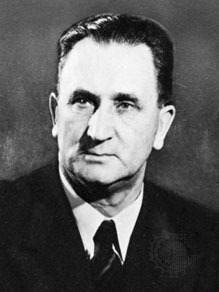
約翰內斯·格哈杜斯·斯揣敦，國民黨1953年至1958年的領導人。

1954年，八十歲的馬蘭退休。繼任總理的兩位競爭者分別是約翰內斯·格哈杜斯·斯揣敦（土地和灌溉部長）和尼科拉斯·哈文加（財政部長）。馬蘭個人較喜歡後者，並且推薦他成為總理。多年來，馬蘭和斯揣敦經常發生衝突，特別是關於共和制的南非是否應該繼續留在英聯邦的問題。
然而，斯揣敦得到維沃爾德和本·舒曼的支持，最終他被選為總理。斯揣敦是一位充滿激情與直言不諱的阿非利卡人以及共和主義者，並全心全意地支持種族隔離。他不能容忍非阿非利卡人和自由主義的思想，決心維持白人統治，並堅拒妥協。被稱為“北方的獅子”的斯揣敦幾乎沒有改動他的內閣，並積極地推行種族隔離政策。到1956年，他成功將有色人置於單獨的選民名單上，從而進一步削弱與英聯邦的關係，此舉獲得國民黨的支持。
他還採取了其他幾項措施，使南非減少對英國的依賴：
- 1955年，南非議會成為公認的最高權力機構。
- 1957年，在亞瑟·巴洛議員提出動議後，南非聯邦國旗成為南非唯一的國旗；自1928年以來與南非聯邦國旗同時懸掛的英國國旗不再使用，只能在特殊場合懸掛。
- 同樣，《南非的呼喚》成為南非唯一的國歌，但增加英語翻譯版本以安撫相關人群。而《天佑吾王》則只會在與英國或英聯邦有關的場合演唱。
- 1957年，西蒙斯敦海上基地的指揮權從英國皇家海軍轉移至南非政府。自1806年以來，英國佔領了西蒙斯敦。
- 1958年，所有官方文件中的“為國王/女王陛下服務（英语：O.H.M.S.）”字眼由“官方”一詞取代。
- 南非另一位堅定的共和主義者查爾斯·羅伯茨·斯瓦特（英语：C. R. Swart）成為新任總督。

反共和制的南非人認識到英國的轉變和疏遠，聯合黨感到越來越不安，並盡其所能說服議會保留與英聯邦的聯繫。然而，斯揣敦稱，南非是否參與（或以其他方式）英聯邦只能以其最佳利益來決定。

### 亨德里克·弗倫施·維沃爾德

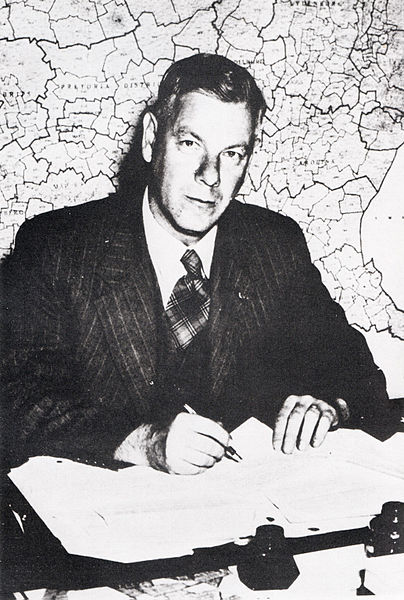
亨德里克·弗倫施·維沃爾德，國民黨1958年至1966年的領導人。

種族隔離問題主導了1958年大選，國民黨獲得了55%選票，並首次贏得明顯多數。在同一年，斯揣敦任內去世，斯瓦特、埃本·唐斯及維沃爾德三人均競爭繼任總理。後者致力於南非共和制的事業，並成為新總理。維沃爾德是土著事務前部長，在種族隔離制度中發揮主導作用。在他的領導下，國民黨在種族隔離時代鞏固了對政治方面的控制。
為了獲得南非英裔人士的支持，維沃爾德任命了幾位講英語的人進入他的內閣。他還以非洲大陸其他地方的激進政治運動作例子，證明黑人民族主義和白人民族主義不能在同一制度內運作。此外，維沃爾德還將國民黨視為最有能力應對共產主義威脅的政黨。
到了他的任期結束時（因被他人暗殺），維沃爾德已經鞏固了國民黨對南非政治的統治地位。在1966年大選中，該黨在議會的170席中贏得126席。
然而到1960年，許多選民都呼籲南非退出英聯邦，並建立共和國。於是，政府決定在同年10月舉行共和制公投。國際形勢使公投變得越來越有必要。在第二次世界大戰之後，非洲和亞洲的英國殖民地獲得獨立，並宣傳種族隔離的弊病。英聯邦成員國決心孤立南非。
有許多內部因素為此鋪平道路，可能被視為對結果的影響：
- 1960年英國首相哈羅德·麥美倫的“變革之風”演講中，他宣稱非洲殖民地的黑人獨立是不可避免的，英國將順應潮流讓非洲黑人「民族自決」。這讓支持大英國協的南非英語系白人感覺被母國拋棄了。
- 許多白人不願意放棄種族隔離，並意識到如果要實施種族政策，南非必須單獨行動。
- 只有通過共和國才能實現經濟增長以及舒緩緊張的種族關係與局勢的說法。
- 沙佩維爾屠殺。
- 試圖暗殺維沃爾德。
- 1960年人口普查顯示，南非的阿非利卡人多於英裔白人，因此幾乎可以保證國民黨在共和制公投中取得勝利。

反對派指責維沃爾德試圖打破與英聯邦及西方的關係，從而使南非失去所有貿易優惠。然而，國民黨發起充滿熱情的政治運動，並廣泛宣傳公眾集會。反對派發現，其很難為了保護與英國的聯繫而鬥爭。
有許多支持共和主義者的論點：
- 將加強兩個歐洲語言群體間的聯繫。
- 這將消除對《南非憲法》立場的混淆。
- 君主制本質上是英國君主制，在南非沒有根源。
- 南非人希望國家元首來自本國。
- 居住在國外的南非女王在未經南非協助或批准的情況下繼承她作為聯合王國君主的頭銜。
- 在共和國內，國家元首不會是另一個國家的統治者，而是國家的民選代表，這是統一的象徵。
- 共和國代表著沒有君主及獨立的國家。
- 南非將能夠更現實地處理其內部問題，因為他們能夠將“南非的問題”交由南非人自行解決而不受外國干預。
- 這將清除南非許多黑人認為外國人在他們的事務中擁有最終決定權的錯誤觀念。

當然，亦有許多反對建立共和國的論點：
- 這可能導致南非須強制退出英聯邦。
- 隨著整個世界處於動蕩狀態，面對動盪，改變南非的政治地位是危險的。
- 這可能導致與盟友疏離。
- 共和國不會解決南非的任何問題；並只會變得更糟，尤其是英聯邦越來越反對的種族問題。
- 國民黨沒有給出改變的充分理由。
- 執政黨用了十二年的時間來實現民族團結，但卻只是促使兩個白人派別進一步疏遠。
- 只有多數票贊成才可以建立共和國。這並不團結、也不民主。
- 除非目前的體系因內部紛爭或困難而導致效率低下或不穩定，否則各國一般不會改變其政體。但南非（白人）沒有出現類似的情況，很多人都十分滿意。

1960年10月5日，90.5%白人選民就該問題進行投票。850,458票（52%）贊成建立共和國，而775,878票（48%）則反對建立共和國。開普省、奧蘭治自由邦省和德蘭士瓦省都以贊成票為多；但在英裔白人佔多數的納塔爾省則完全相反。對共和主義者來說，這場公投是一次驚險勝利。然而，亦有相當多的阿非利卡人就此問題投反對票。至於少數獲允許投票的黑人、印度人和有色人則果斷地投反對票。
英裔白人當中也有投贊成票的，但條件是他們的文化遺產須得到保障。許多人將共和國與南非白人的生存聯繫在一起。麥美倫的演講表明，英國政府準備不再支持南非的種族主義政策。然而，由於英國在南非的政治和文化影響力減弱，這場公投是阿非利卡民族主義者的重大勝利。
但是，公投後還有一個問題：南非是否會成為英聯邦之外的共和國（最激進的阿非利卡民族主義者所青睞的結果）？退出英聯邦可能會疏遠英裔人士，並破壞與其他許多國家的關係。印度、巴基斯坦和加納等英國前殖民地都是英聯邦內的共和國，而維沃爾德宣布，“如果可能的話”，他將仿效這些國家。
1961年1月，維沃爾德政府提出立法，將南非聯邦轉變為南非共和國。同年4月，憲法完成。其將英國王室和總督的權力合併為一個新職位——國家總統。國家總統的政治權力很小，只屬禮儀性職務的國家元首。政治權力依然於總理手上（政府首腦）。此外，南非共和國也將使用蘭德和分，擁有自己的貨幣體系。
1961年3月，維沃爾德參與倫敦的帝國會議，討論南非成為英聯邦內的共和國，並提出申請延長南非共和國的英聯邦成員國資格。此前，英聯邦曾拒絕預測共和制地位將如何影響南非的成員國資格，因為其不希望被視為干涉成員國內政。然而，會議上許多參與者（其中包括非洲與亞洲國家以及加拿大總理約翰·迪芬貝克）都抨擊南非的種族政策，並拒絕維沃爾德的申請；他們竭盡全力將南非驅逐出英聯邦。在英國，許多反種族隔離運動也在爭取排斥南非。一些成員國警告，除非南非被驅逐，否則他們會自行退出該組織。維沃爾德放棄譴責，他認為英聯邦夥伴國無權質疑和批評他的國家的內政。在這問題上，他甚至得到議會反對派的支持。
因此，表面上，英聯邦在1961年3月15日的內部分裂對英國來說是十分尷尬，但這避免了進一步的譴責和尷尬，維沃爾德撤回他的申請，並宣布南非將成為英聯邦之外的共和國。英國、澳大利亞和新西蘭總理對他的決定表示遺憾，但南非的批評者卻明確支持。次日，維沃爾德發表聲明，表示此舉不會影響南非與英國的關係。在回家路上，他受到熱烈歡迎。阿非利卡民族主義者並沒有因為須放棄英聯邦成員國資格而卻步，因為他們認為英聯邦只不過是大英帝國偽裝而成的。他們認為南非和英國完全沒有任何共同點，甚至連聯合黨領導人德·維利爾斯·格拉夫也讚揚維沃爾德對這種情況的處理手段。
1961年5月31日，南非成為共和國。在阿非利卡人歷史上，此日期是許多歷史事件的紀念日，因此別具意義，例如於1902年簽署結束英布戰爭的《弗里尼欣條約》；1910年，南非成為聯邦；而在1928年則首次懸掛南非聯邦國旗。阿非利卡人的共和國夢想終於實現。
退出英聯邦的重要性低於預期。南非沒有必要修改其交易偏好，英國首相麥美倫回應維沃爾德承諾退出不會改變南非與英國之間的貿易的保證。
現在，南非擁有首部獨立憲法，但新憲法唯一改變的只是國家總統取代英女王的國家元首地位。當選的查爾斯·羅伯茨·斯瓦特在首席大法官斯蒂恩面前宣誓成為首任國家總統。
儘管白人對共和國感到滿意，並團結一致支持維沃爾德，但此舉卻遭黑人堅決反對。1961年5月29日至31日，納爾遜·曼德拉及其國家行動委員會舉行示威。共和制問題加劇了對種族隔離的抵制。

## 支持
在種族隔離時代，國民黨於所有大選中均贏得議會的多數席位。至於得票記錄則更為複雜：雖然在多數大選中國民黨均能輕鬆勝出，但在1948年、1953年、1961年和1989年，其得票比例不足50%。1977年，國民黨在大選中取得有史以來最好的成績，其得到64.8%白人選民支持，並贏得議會165席中的134席。在此之後，由於右翼政黨湧現吸取了國民黨重要的傳統選民群體票源，以致其支持率下降。
在其統治期間，該黨的支持者主要來自阿非利卡人，但在1960年後，越來越多其他白人投票支持國民黨。然而到了20世紀80年代，為了對彼得·威廉·波塔的“開明”（Verligte）改革作出抵制，大多數阿非利卡人轉而支持安德里斯·特雷尼赫特的保守黨，並呼籲國民黨重新實施傳統政策。例如，在1974年大選中，91%阿非利卡人投票支持國民黨，但到1989年大選中，只有46%阿非利卡人投票給國民黨。

## 分裂與衰落
在維沃爾德遭暗殺之後，巴爾薩澤·約翰內斯·沃斯特接任成為黨領導人以及總理。從20世紀60年代開始，國民黨和阿非利卡人在種族隔離應用方面的分歧越來越大（法律上的反對意見同樣因其回應而存在分歧），導致“保守”（Verkramptes）和“開明”（Verligtes）兩派的出現。他們在移民、語言、種族混合的體育團隊以及與黑人交往等問題上均存在分歧。1969年，包括艾伯特·赫爾佐格和雅普·馬萊斯在內的“保守”派系成員組成重組國民黨（Herstigte Nasionale Party），該黨聲稱自己是純正的維沃爾德種族隔離思想的真正支持者，而且仍然存在至今。雖然重組國民黨在選舉中沒有取得多大成功，但已經吸引了足夠的人數來削弱在關鍵時刻對政府的支持，然而其尚並未達到保守黨所做的程度。與此同時，由於國際社會越來越反對種族隔離，“開明”派系開始在黨內獲得影響力。這種分裂的先兆出現在1960年左右，當時溫和派的雅皮埃·巴森因在種族問題上的分歧而被驅逐，自行組建了全國聯盟黨，後來他先後加入聯合黨和進步聯邦黨，並在20世紀80年代重新加入國民黨。1973年，前內政部長西奧·格德納成立民主黨，試圖以自己的方式來解決種族問題。
從20世紀80年代初開始，在總理彼得·威廉·波塔自1978年以來的領導下，國民黨開始改革其政策。波塔將跨種族婚姻和多種族政黨合法化，並放寬了《集團地區法》。此外，波塔還修改了憲法，通過建立單獨的議會，為有色人和印度人提供一定程度的政治代表權，他們可以控制“自己的事務”。修正案還將議會制改為總統制。
1994年，南非举行首次不分种族的大选，非国大获得62.65%的多数选票，而国民党則获20.39%的选票，成立了以非洲人国民大会为主体的民族团结政府，四十多年的国民党单独执政结束，德克勒克出任曼德拉政权的第二副总统。新政府制定了新国旗、新宪法、新国歌。从此，南非进入了一个新的时代。但国民党和非国大的分歧依然存在，1996年6月，德克勒克辞去第二副总统的职务，国民党退出民族团结政府，成为完全反对党，也是最大的反对党。
退出政府的同时加剧了国民党的内部斗争，一批元老相继退出。1997年，总书记梅耶退党，德克勒克辞去党魁。1998年9月，为了和它不光彩的历史分开，国民党改名为新国民党，并改换了新的党旗和标志。但是沉重的历史包袱使新国民党难以脱胎换骨，在多元化的南非政坛中，新国民党地位和作用不断下降，既为黑人所不齿，白人也深为失望。1999年大选中沦为第四大党，新国民党只在西开普省与民主党联合执政；2000年6月新国民党与民主党合并组成民主联盟；2001年10月新国民党退出民主联盟，与非国大合作；2004年大选，新国民党惨败，只获得1.65%的选票，并失掉西开普省。

## 領導人
| 任次 | 任次 | 肖像 | 姓名 （出生-逝世）                     | 任期          | 任期          |
| ---- | ---- | ---- | -------------------------------------- | ------------- | ------------- |
| 1    |      |      | 巴里·赫爾佐格 （1866-1942）            | 1914年7月1日  | 约1934年      |
| 2    |      |      | 丹尼爾·馬蘭 （1874-1959）              | 约1934年      | 约1953年      |
| 3    |      |      | 約翰內斯·格哈杜斯·斯揣敦 （1893-1958） | 约1953年      | 1958年8月24日 |
| 4    |      |      | 亨德里克·弗倫施·維沃爾德 （1901-1966） | 1958年8月24日 | 1966年9月6日  |
| 5    |      |      | 巴爾薩澤·約翰內斯·沃斯特 （1915-1983） | 1966年9月6日  | 1978年10月2日 |
| 6    |      |      | 彼得·威廉·波塔 （1916-2006）           | 1978年10月2日 | 1989年8月15日 |
| 7    |      |      | 弗雷德里克·威廉·戴克拉克 （1936-2021） | 1989年8月15日 | 约1997年      |

## 選舉
| 眾議院 |                |          |           |      |                          |
| 選舉   | 得票           | 得票比例 | 議席      | +/-  | 領導人                   |
| 1915年 | 75,623 (#3)    | 29.41%   | 27 / 130  | 新   | 巴里·赫爾佐格            |
| 1920年 | 90,512 (#2)    | 32.62%   | 44 / 134  | ▲ 17 | 巴里·赫爾佐格            |
| 1921年 | 105,039 (#2)   | 36.83%   | 45 / 134  | ▲ 1  | 巴里·赫爾佐格            |
| 1924年 | 111,483 (#1)   | 35.25%   | 63 / 135  | ▲ 18 | 巴里·赫爾佐格            |
| 1929年 | 141,579 (#1)   | 41.16%   | 78 / 148  | ▲ 15 | 巴里·赫爾佐格            |
| 1933年 | 101,159 (#1)   | 31.61%   | 75 / 150  | ▼ 3  | 巴里·赫爾佐格            |
| 1938年 | 259,543 (#2)   | 31.31%   | 27 / 150  | ▼ 48 | 丹尼爾·馬蘭              |
| 1943年 | 321,601 (#2)   | 36.7%    | 43 / 150  | ▲ 16 | 丹尼爾·馬蘭              |
| 1948年 | 401,834 (#1)   | 37.7%    | 70 / 150  | ▲ 27 | 丹尼爾·馬蘭              |
| 1953年 | 598,718 (#1)   | 49.48%   | 94 / 156  | ▲ 24 | 丹尼爾·馬蘭              |
| 1958年 | 642,006 (#1)   | 55.34%   | 103 / 156 | ▲ 9  | 約翰內斯·格哈杜斯·斯揣敦 |
| 1961年 | 370,395 (#1)   | 46.11%   | 105 / 156 | ▲ 2  | 亨德里克·弗倫施·維沃爾德 |
| 1966年 | 759,331 (#1)   | 58.31%   | 126 / 166 | ▲ 21 | 亨德里克·弗倫施·維沃爾德 |
| 1970年 | 820,968 (#1)   | 54.43%   | 118 / 166 | ▼ 8  | 巴爾薩澤·約翰內斯·沃斯特 |
| 1974年 | 636,586 (#1)   | 57.1%    | 123 / 171 | ▲ 5  | 巴爾薩澤·約翰內斯·沃斯特 |
| 1977年 | 689,108 (#1)   | 64.8%    | 134 / 165 | ▲ 11 | 巴爾薩澤·約翰內斯·沃斯特 |
| 1981年 | 777,558 (#1)   | 56.96%   | 131 / 165 | ▼ 3  | 彼得·威廉·波塔           |
| 1987年 | 1,075,642 (#1) | 52.3%    | 123 / 166 | ▼ 8  | 彼得·威廉·波塔           |
| 1989年 | 1,039,704 (#1) | 48.2%    | 94 / 166  | ▼ 29 | 弗雷德里克·威廉·戴克拉克 |
| 1994年 | 3,983,960 (#2) | 20.39%   | 82 / 400  | ▼ 12 | 弗雷德里克·威廉·戴克拉克 |